# Grupa Hamiltona
Grupa Hamiltona – grupa, której każda podgrupa jest normalna. W niektórych źródłach definicja jest zawężana do grup nieabelowych.
Nazwa grupy pochodzi od nazwiska matematyka irlandzkiego Williama R. Hamiltona.

## Przykłady
- Grupa kwaternionów jest (nieabelową) grupą Hamiltona[1][2].
- Każda grupa abelowa jest grupą Hamiltona, bowiem każda jej podgrupa jest normalna.

## Własności
Każda nieabelowa grupa Hamiltona zawiera grupę kwaternionów jako podgrupę.